# Élection présidentielle de 2023 en république démocratique du Congo
L'élection présidentielle congolaise de 2023 a lieu le 20 décembre 2023 afin d'élire pour cinq ans le président de la république démocratique du Congo. Des élections législatives, provinciales et municipales ont lieu simultanément.
Élu de manière controversée en 2018, le président sortant Félix Tshisekedi est candidat à un second mandat. Il affronte notamment le candidat arrivé deuxième à la précédente élection, Martin Fayulu, l'ancien gouverneur du Katanga Moïse Katumbi, ainsi que le prix Nobel de la paix 2018, Denis Mukwege. Le scrutin est organisé dans un contexte de recrudescence des groupes armés rebelles dans l'Est du pays.
Félix Tshisekedi est réélu avec plus de 73 % des suffrages exprimés.

## Contexte

### Élection controversée de Félix Tshisekedi en 2018

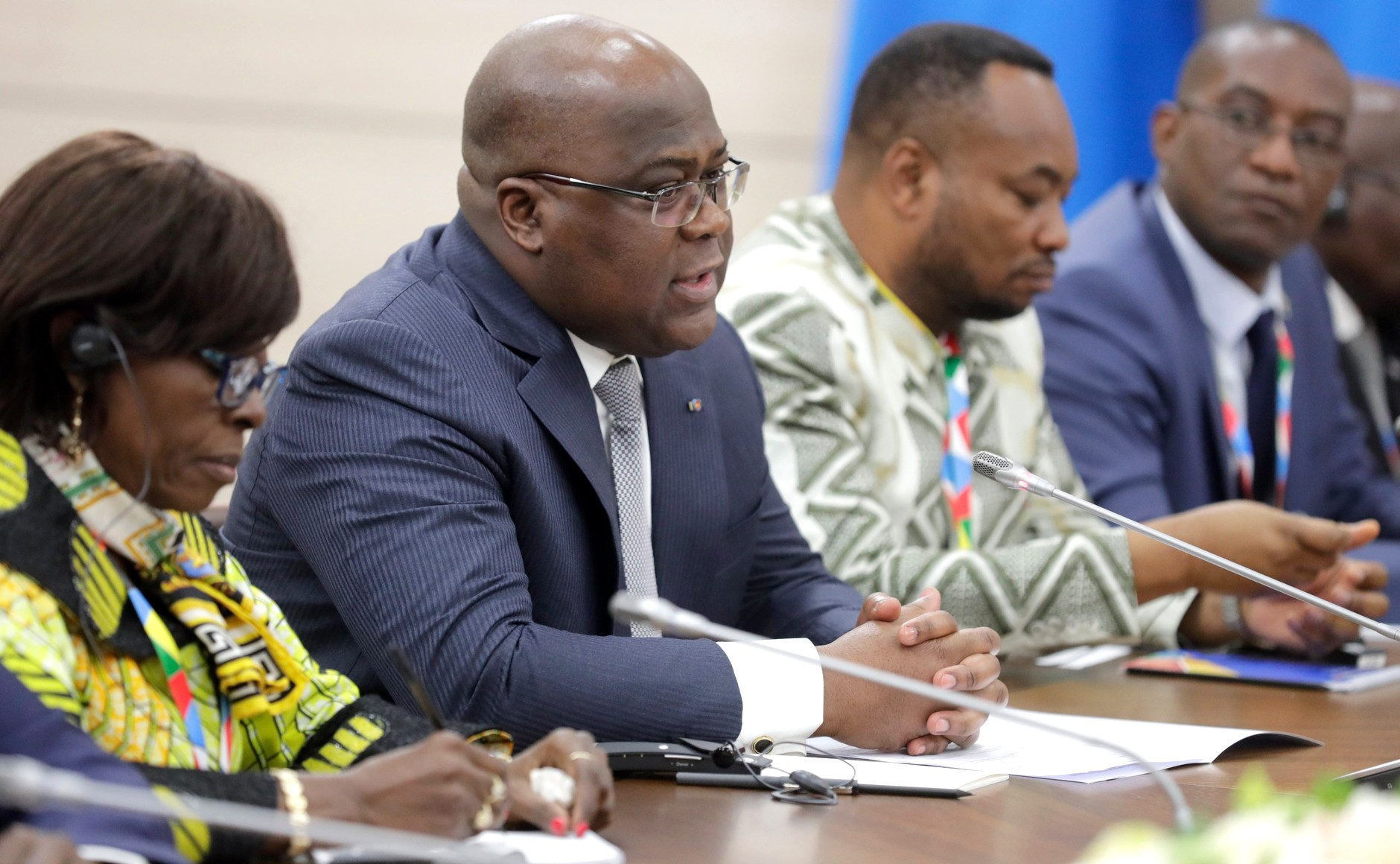
Félix Tshisekedi en 2019

Organisée fin décembre 2018 après deux ans de reports successifs, la précédente élection présidentielle voit Joseph Kabila céder la présidence à Félix Tshisekedi après 17 années au pouvoir.
La campagne est dominée par l'affrontement entre trois candidats : Emmanuel Ramazani Shadary, dauphin désigné de Joseph Kabila, Félix Tshisekedi, fils du candidat malheureux au second tour de la présidentielle précédente Étienne Tshisekedi, ainsi que le candidat commun d'une partie de l'opposition, Martin Fayulu. Avec un peu plus de 38 % des suffrages selon les résultats officiels, Félix Tshisekedi devance Martin Fayulu, qui en recueille près de 35 %. Emmanuel Ramazani Shadary, candidat du parti du président sortant termine sur la troisième marche du podium avec 23 %,.
Dès l'annonce des résultats, ceux-ci sont vivement contestés par Martin Fayulu, la Conférence épiscopale nationale du Congo annonçant par ailleurs que ces derniers ne correspondent pas aux résultats collectés par ses 40 000 observateurs sur le terrain. Une fuite de documents de la Commission électorale nationale indépendante (Céni) vient le 15 janvier étayer ces affirmations. Entre-temps, les résultats des élections législatives sont proclamés en avance, donnant une très large majorité des deux tiers des sièges de l'assemblée à la coalition du gouvernement sortant, le Front commun pour le Congo, augurant une cohabitation rendant en partie caduque l'alternance,.
Le gouvernement est accusé d'avoir, devant l'impossibilité de faire élire son candidat, choisi de faire gagner le candidat de l'opposition le moins hostile au régime. Un accord aurait ainsi été conclu entre Tshisekedi et Kabila, attribuant au premier la présidence, et au second le contrôle du gouvernement et de plusieurs secteurs régaliens via une mainmise sur l'Assemblée nationale et les provinces. Le contrôle de ces dernières, dont les membres procèdent à l'élection trois mois plus tard d'un Sénat acquis au président sortant permet à Joseph Kabila, sénateur à vie, de conserver une grande partie du pouvoir,. En janvier 2019, après rejet des recours, Felix Tshisekedi est proclamé vainqueur de l'élection présidentielle par la Cour constitutionnelle, et prête serment. Il devient ainsi le cinquième président du pays, et le premier à accéder au pouvoir par le biais d'une alternance pacifique,.

### Fin de la cohabitation
Félix Tshisekedi subit pendant près de deux ans les pressions du Front commun pour le Congo de Joseph Kabila, la présidente de l'Assemblée nationale Jeannine Mabunda Lioko allant jusqu'à le menacer à plusieurs reprises de destitution,.
Contrairement aux attentes, c'est finalement le Front commun pour le Congo qui finit par se désintégrer au profit de Felix Tshisekedi, qui annonce le 20 décembre 2020 la fin de l'alliance du Front avec sa propre coalition, Cap pour le changement. Il parvient ainsi à provoquer le changement de bord de plusieurs centaines de parlementaires en capitalisant sur les nombreuses erreurs politiques de Kabila. Connu pour son mutisme, l'ancien président multiplie en effet les marques de déconsidération envers les cadres de son parti, auxquelles s'ajoute le choix discutable de Sylvestre Ilunga pour Premier ministre, privilégiant ainsi un novice face aux caciques du parti. Fort des moyens de la présidence Felix Tshisekedi  rallie à lui l'essentiel des déçus de Kabila au sein d'une nouvelle coalition, l'Union sacrée de la nation, mettant ainsi fin à la période de cohabitation,. Le 26 avril 2021, il nomme Premier ministre Jean-Michel Sama Lukonde Kyenge, qui forme un gouvernement acquis à la mouvance présidentielle,.

### Situation dans le Kivu

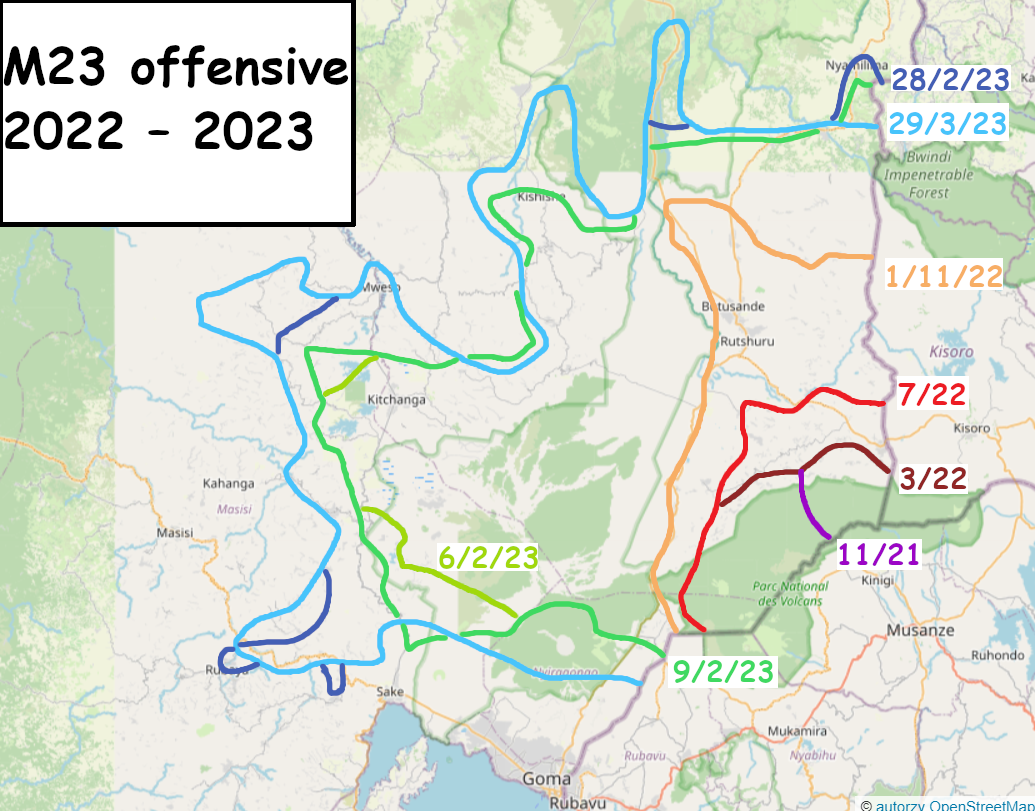
Avancée du M23 dans le Kivu

Le 26 novembre 2022, la Commission électorale nationale indépendante (Ceni) fixe la date du scrutin présidentiel au 20 décembre 2023,.
En raison du conflit dans l'Est du pays entre les forces gouvernementales et plusieurs groupes rebelles dont notamment le Mouvement du 23 mars (M23) appuyé par l'armée rwandaise ainsi que les Forces démocratiques alliées (FDA), plusieurs zones des régions du Nord-Kivu et du Sud-Kivu ne peuvent pas prendre part au vote,.
Le conflit provoque le déplacement de dizaines de milliers de civils et alimente les tensions de longue date entre la RDC et le Rwanda, sous fonds de désengagement à venir de la Monusco. Début décembre, à l'approche du scrutin, Félix Tshisekedi accuse le président rwandais Paul Kagame de visées expansionnistes, le comparant au dirigeant nazi Adolf Hitler tout en lui promettant qu'il « finira comme lui ».

## Mode de scrutin
Le président de la République est élu au scrutin uninominal majoritaire à un tour pour un mandat de cinq ans renouvelable une seule fois.
L'article 72 dispose que les candidats doivent posséder la nationalité congolaise et être âgés d'au moins trente ans. Selon l'article 65 de la Constitution, le président reste en fonction jusqu’à la fin de son mandat qui, sauf cas de force majeure reconnue et déclarée par la Cour constitutionnelle, doit coïncider avec la prise de fonction effective de son successeur élu. Si le mandat présidentiel expire sans qu'un nouveau président soit élu, le président sortant reste ainsi en place jusqu'à l'organisation du scrutin.

## Campagne et principaux candidats

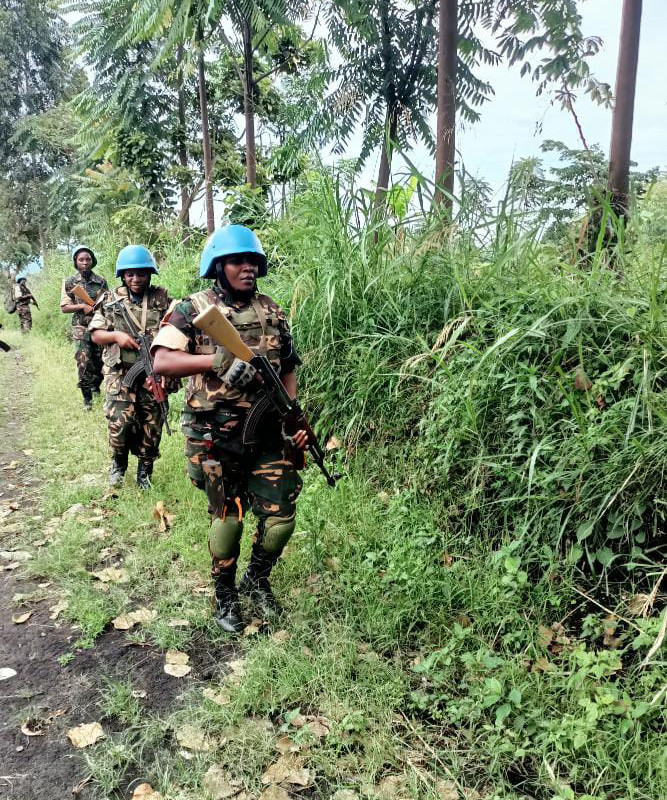
Soldats de la MONUSCO dans le Nord-Kivu en 2022

24 candidats sont initialement retenus le 20 octobre par la Commission électorale nationale indépendante (CENI),. Ce chiffre descend par la suite à 20 en raison des désistements de Delly Sesanga, Seth Kikuni, Matata Ponyo et Franck Diongo au profit de Moïse Katumbi, puis remonte à 22, la Cour ayant finalement acceptée les candidatures d'Enoch Ngila et de Joëlle Bile Batali. Il s'établit finalement à 19 dans les jours qui précèdent le scrutin avec les désistements de Noël Tshiani, Joëlle Bile Batali et Patrice Majondo Mwamba, qui appellent tous les trois à voter pour Tshisekedi,. Tous voient malgré tout leurs noms figurer sur le bulletin de vote, la loi électorale ne prévoyant pas de retrait de candidatures après la publication de la liste définitive des candidats.
La campagne électorale débute officiellement le 19 novembre. L'organisation du scrutin constitue un défi logistique pour le pays, grand de plus de deux millions de kilomètres carrés mais doté de moyens financiers limités. Le conflit armé dans les provinces Nord et Sud du Kivu entretient par ailleurs la peur d'une perte de légitimité du scrutin en raison de l'impossibilité pour les électeurs vivant dans les zones sous contrôle des groupes armés de participer au scrutin. Si ces derniers sont relativement peu nombreux, l'éventuelle prise par les rebelles de Goma — grande ville régionale peuplée de plus de deux millions d'habitants — risquerait quant à elle de remettre en cause la constitutionnalité de l'élection du vainqueur de la présidentielle. Le scrutin souffre également de l'image de la Ceni, qui peine à se remettre de la perte de confiance causée par le décompte des voix de l'élection présidentielle de 2018.
Sont notamment candidats le président sortant Félix Tshisekedi, le candidat arrivé deuxième à la précédente élection, Martin Fayulu, l'opposant Moïse Katumbi, ainsi que le prix Nobel de la paix 2018, Denis Mukwege. Ils se démarquent rapidement comme les quatre principaux candidats en lice,,,.

### Félix Tshisekedi

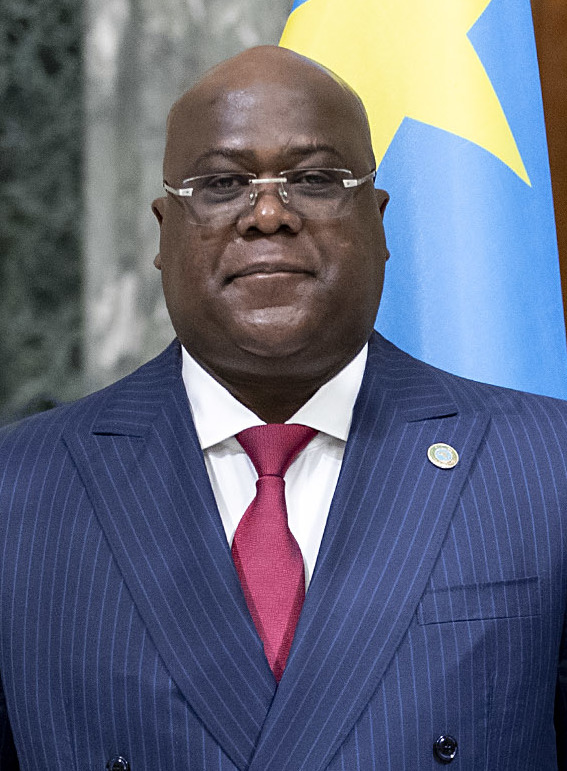
Félix Tshisekedi

Candidat à sa réélection sous la bannière de son parti, l'Union pour la démocratie et le progrès social (UDPS), et de la coalition Union sacrée de la nation, Félix Tshisekedi fait campagne sur des thèmes principalement économiques. Le président sortant promet ainsi d'améliorer la qualité de vie des Congolais, de diversifier l'économie et de poursuivre la construction d'infrastructures publiques, notamment routières, tout en mettant également en avant l'amélioration de la liberté de la presse et de la liberté d'expression sous son mandat. Favorisé par un système électoral à un tour qui le voit seul candidat du gouvernement sortant face à plusieurs candidats d'opposition, Tshisekedi est cependant confronté au bilan de la dégradation de la situation dans l'Est sous sa présidence, qui le voit promettre de faire du retour à la paix sa priorité,.
Bénéficiant d'importants moyens, Félix Tshisekedi débute la campagne par un meeting au stade des Martyrs de la capitale Kinshasa, dont il remplit les 80 000 places. Son gouvernement souffre néanmoins de nombreux scandales de corruption, son directeur de cabinet Vital Kamerhe ayant notamment été condamné à vingt ans de prison pour le détournement de 52 millions d'euros de fonds publics avant d'être acquitté en 2022 et d'intégrer le gouvernement en tant que ministre de l'Économie. Il fait également l'objet d'infox avec la publication sur les réseaux sociaux en juin 2023 d'une vidéo vue 125 000 fois qui provoque la controverse. Critiquant le bilan de Félix Tshisekedi en s'apparentant à un reportage du média d'État canadien Radio-Canada sur le bilan de Tshisekedi, elle est par la suite identifiée comme un faux reportage n'ayant jamais été diffusé en onde à la télévision canadienne.
Selon une étude menée fin 2023, si sa côte de popularité se situe sous la barre des 50 % en raison d'un mécontentement des électeurs dans les domaines de la sécurité et du chômage, Félix Tshisekedi bénéficie néanmoins d'une image de dirigeant améliorant le pays. La mise en place de la gratuité de l'enseignement primaire menée sous son mandat est ainsi particulièrement appréciée.

### Martin Fayulu

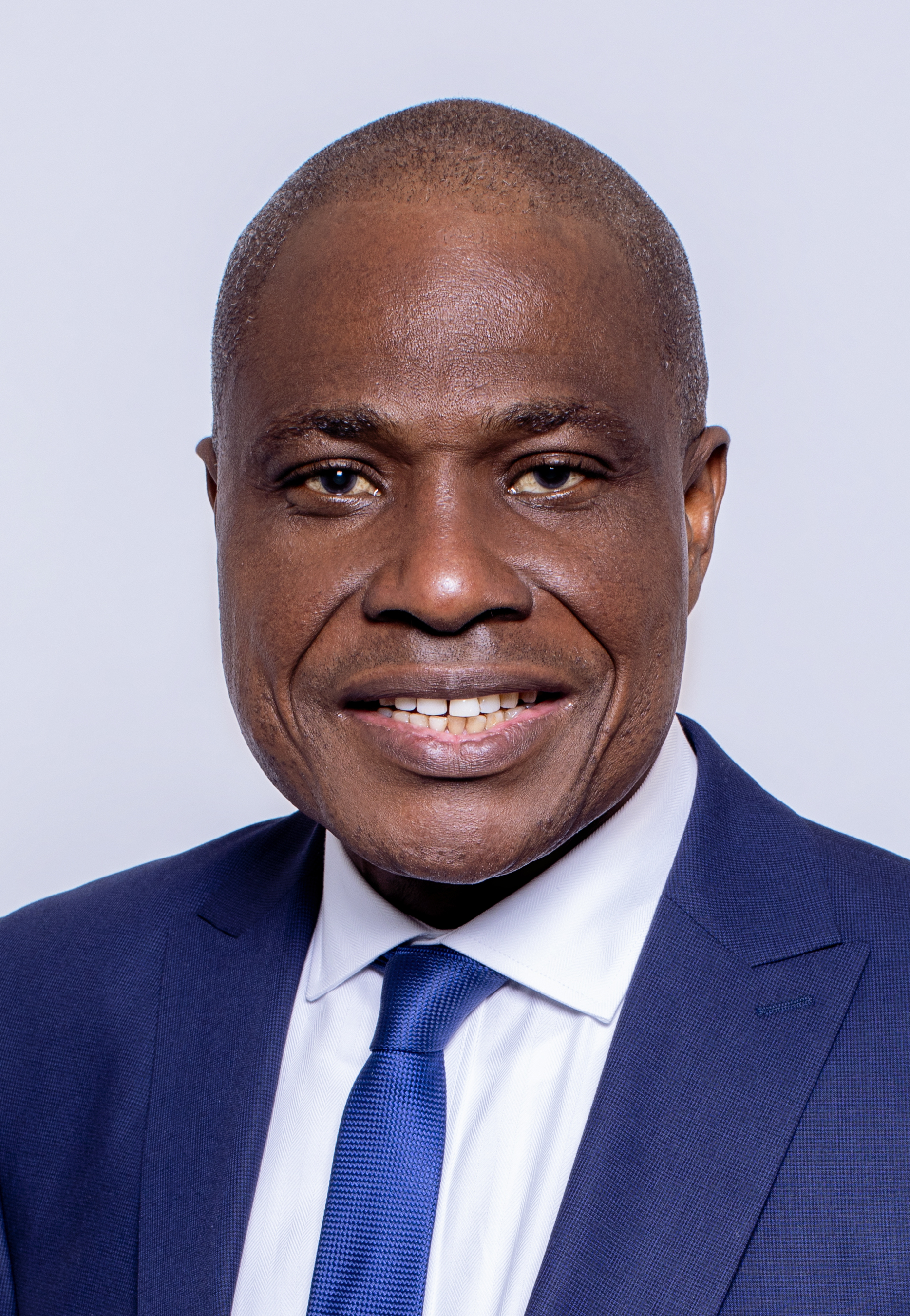
Martin Fayulu

Martin Fayulu se présente sous l'étiquette de son parti, Engagement pour la citoyenneté et le développement (ECiDé), soutenu comme en 2018 par la Coalition Lamuka. Se revendiquant toujours comme le véritable vainqueur de l'élection précédente, « volée » par Félix Tshisekedi avec la complicité de Joseph Kabila, Martin Fayulu entretient longtemps l'incertitude sur sa participation au scrutin de 2023, avant d'annoncer finalement sa candidature le 30 septembre après avoir obtenu de la Ceni davantage de transparence, dont une publication de l’intégralité des résultats dans chaque bureau de vote, malgré son échec de l'obtention d'un audit du fichier électoral,.
Affirmant vouloir faire de la RDC un « pays normal » en rétablissant l'État de droit, il fait campagne sur la mise en place d'une gouvernance intègre ainsi que sur la lutte contre l'insécurité, la corruption et le tribalisme exacerbé selon lui par Félix Tshisekedi. Si sa décision de ne pas présenter de candidats de son parti aux élections législatives surprend, il assure qu'il procédera en cas de victoire au même ralliement de parlementaires que celui opéré par Tshisekedi en 2020,. Sa demande d'organisation d'un meeting de campagne au Stade des Martyrs douze jours après le président sortant est refusée par le ministre des Sports Kabulo Mwana Kabulo en raison de « travaux d’inspection », un motif qualifié de « fallacieux et bidon » par le candidat, qui accuse le gouvernement de manœuvres politiques pour l'empêcher de faire campagne.

### Moïse Katumbi

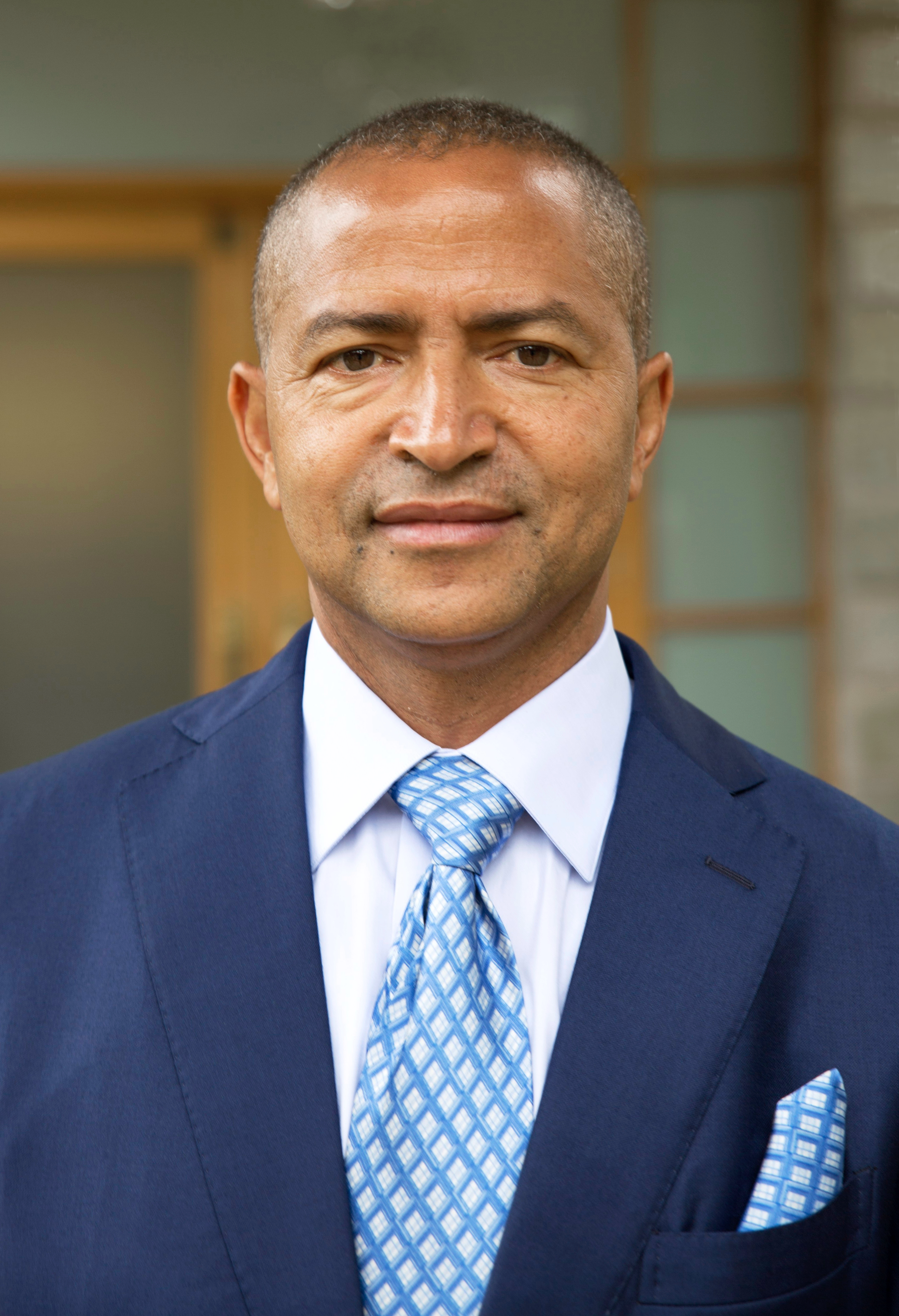
Moïse Katumbi

Candidat de son parti fondé en 2019, Ensemble pour la République (EPR), Moïse Katumbi bénéficie du soutien de la coalition Congo ya Makasi ainsi que du désistement en sa faveur de plusieurs candidats, ce qui l'amène à se déclarer comme le véritable principal opposant au président sortant,. Il critique très sévèrement le bilan du gouvernement aussi bien au niveau social qu'économique ou sécuritaire, accusant le président sortant d'avoir passé cinq ans à faire des « fausses promesses » sur fonds de scandales de corruption. Bénéficiant d'une importante popularité dans le Katanga dont il était le gouverneur de 2007 à 2015, il fait campagne dans l'Est sur le retour de l'ordre institutionnel au Kivu. Sur le plan économique, il promet d'importants investissements dans les infrastructures, contrebalancés par une réduction des dépenses des institutions, dont notamment une baisse du salaire des députés et la suppression du bureau de la Première dame, tout en promettant s'il est élu de renoncer à son propre salaire de président. Partageant la méfiance généralisée envers la Ceni, il appelle les électeurs à rester autour des bureaux de vote jusqu'à l'affichage des résultats et des procès-verbaux du scrutin, afin d'empêcher une « fraude planifiée ». Il suspend sa campagne pour la journée du 13 décembre, en protestation de violences intervenues la veille lors d'un de ses meetings à Muanda, où plusieurs de ses partisans sont blessés par des jets de pierre.
Moïse Katumbi souffre de longue date d'une polémique sur une prétendue double nationalité nationalité zambienne, en raison de sa proximité avec l'ancien président Frederick Chiluba. L'interdiction en 2021 des candidatures présidentielles de personnes dotées d'une double nationalité avait été à l'origine de sa scission avec Félix Tshisekedi — dont il avait soutenu la candidature en 2018 — et son départ de l'Union sacrée de la nation. Il est alors victime de nombreuses fausses informations dont celle de l'élection de son fils Champion Katumbi à l'Assemblée nationale zambienne. La polémique est entretenue à deux semaines du scrutin par la révélation de son utilisation par le passé d'un passeport zambien, qu'il assure avoir été un passeport diplomatique « de courtoisie ». L'affaire est mise à profit par ses opposants dont le ministre de la Défense Jean-Pierre Bemba, qui l'accusent d'être le « candidat de l'étranger » et le force à prouver sa nationalité congolaise en publiant une copie de son passeport congolais,,,.

### Denis Mukwege

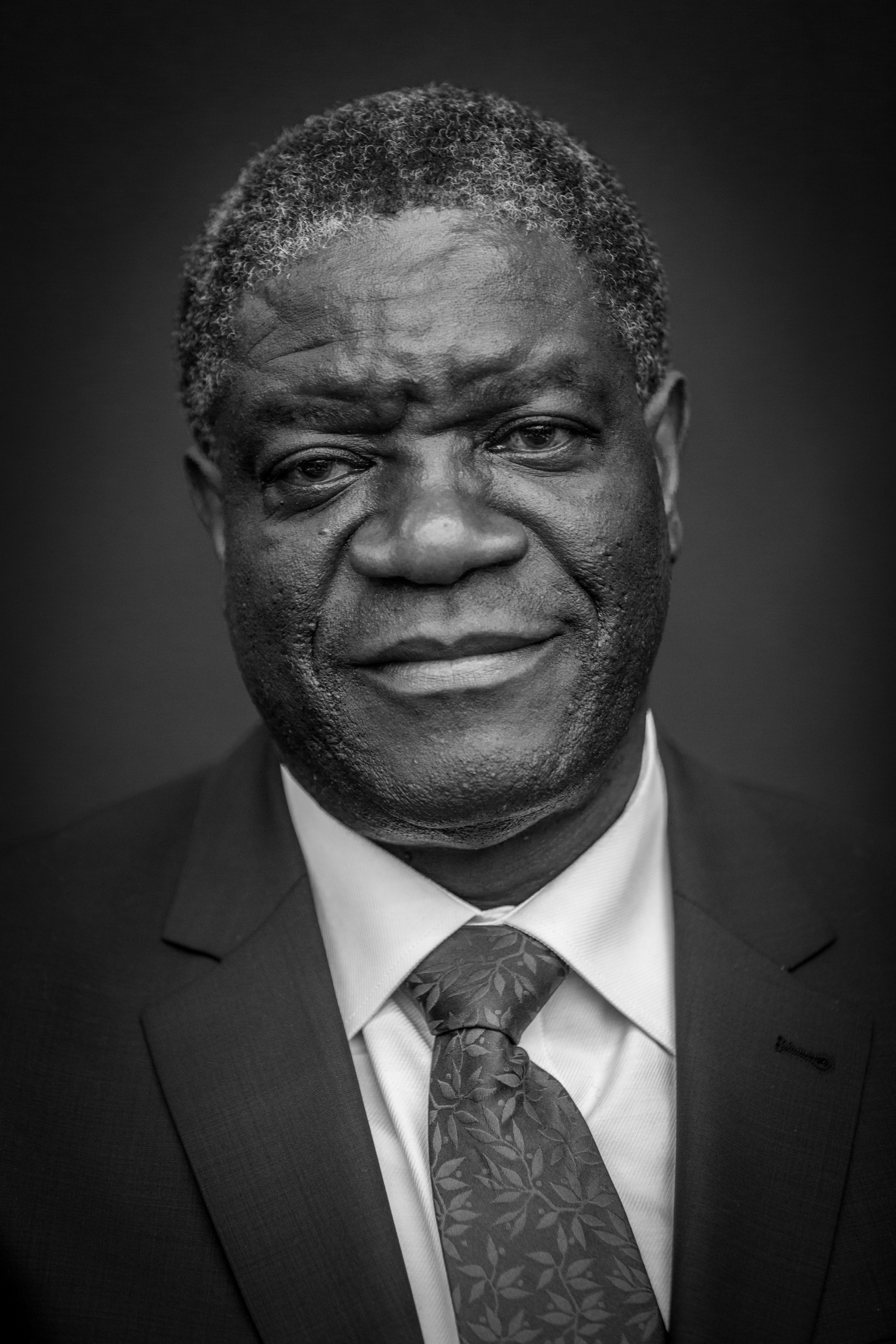
Denis Mukwege

Lauréat en 2018 du Prix Nobel de la paix pour son action contre les mutilations génitales qui lui vaut le surnom d'« homme qui répare les femmes », Denis Mukwege annonce le 2 octobre sa candidature à la présidentielle,. Gynécologue de profession, mais également militant des droits de l'homme et pasteur évangélique pentecôtiste, il se présente en indépendant, tout en bénéficiant de l'appui de huit partis qui forment le 18 mai l’Alliance des Congolais pour la refondation de la nation (ACRN) en soutien à sa candidature,.
Se réclamant le « choix du peuple », il fonde sa candidature sur une volonté de changement face à la situation du pays, devenu selon lui « la honte du continent ». Son programme est organisé en douze piliers, dont le rétablissement de la paix et de la sécurité, ainsi que le renforcement de la justice et de l’État de droit. Il se montre très critique envers le président sortant, qu'il accuse d'avoir davantage « préparer la fraude » qu'un bilan. Fort de sa bonne réputation, Denis Mukwege met en avant sa stature à l'international en rencontrant dans les mois précédant le scrutin les présidents Denis Sassou Nguesso et João Lourenço, à la tête du Congo-Brazzaville et de l'Angola voisins.

## Résultats
| Candidat                  | Candidat                  | Parti                     | Voix       | %     |
| ------------------------- | ------------------------- | ------------------------- | ---------- | ----- |
|                           | Félix Tshisekedi          | UDPS                      | 13 058 962 | 73,47 |
|                           | Moïse Katumbi             | EPR                       | 3 256 572  | 18,32 |
|                           | Martin Fayulu             | ECiDé                     | 875 336    | 4,92  |
|                           | Adolphe Muzito            | Nouvel élan               | 200 800    | 1,13  |
|                           | Soborabo Radjabho Tebabho | CUC                       | 70 089     | 0,39  |
|                           | Denis Mukwege             | Indépendant               | 39 639     | 0,22  |
|                           | Aggrey Ngalasi Kurisini   | Indépendant               | 37 200     | 0,21  |
|                           | Constant Mutamba          | Dypro                     | 36 197     | 0,20  |
|                           | Jean-Claude Baende        | Indépendant               | 25 584     | 0,14  |
|                           | Delly Sesanga             | Envol                     | 17 785     | 0,10  |
|                           | Loli Nkema Liloo Bokonzi  | Indépendant               | 17 046     | 0,09  |
|                           | Patrice Majondo Mwamba    | Indépendant               | 15 793     | 0,09  |
|                           | Marie-Josée Ifoku         | Indépendante              | 15 266     | 0,08  |
|                           | Matata Ponyo Mapon        | LGD                       | 14 180     | 0,08  |
|                           | André Masalu Anedu        | Indépendant               | 13 954     | 0,08  |
|                           | Floribert Anzuluni        | Indépendant               | 13 707     | 0,08  |
|                           | Noël Tshiani              | Indépendant               | 9 276      | 0,05  |
|                           | Seth Kikuni               | Indépendant               | 8 621      | 0,05  |
|                           | Justin Mudekereza Bisimwa | Indépendant               | 7 573      | 0,04  |
|                           | Joëlle Bile Batali        | Indépendante              | 6 911      | 0,04  |
|                           | Franck Diongo             | MLP                       | 6 780      | 0,04  |
|                           | Tony Bolamba              | Indépendant               | 6 307      | 0,04  |
|                           | Rex Kazadi Kanda          | Indépendant               | 5 757      | 0,03  |
|                           | Georges Buse Falay        | Indépendant               | 5 288      | 0,03  |
|                           | Enoch Ngila               | Indépendant               | 5 156      | 0,03  |
|                           | Théodore Ngoy             | Indépendant               | 4 132      | 0,02  |
|                           |                           |                           |            |       |
| Votes valides             | Votes valides             | Votes valides             | 17 773 943 | 99,85 |
| Votes blancs ou invalides | Votes blancs ou invalides | Votes blancs ou invalides | 26 252     | 0,15  |
| Total                     | Total                     | Total                     | 17 800 195 | 100   |
| Abstention                | Abstention                | Abstention                | 23 938 433 | 57,35 |
| Inscrits/Participation    | Inscrits/Participation    | Inscrits/Participation    | 41 738 628 | 42,65 |

## Galerie

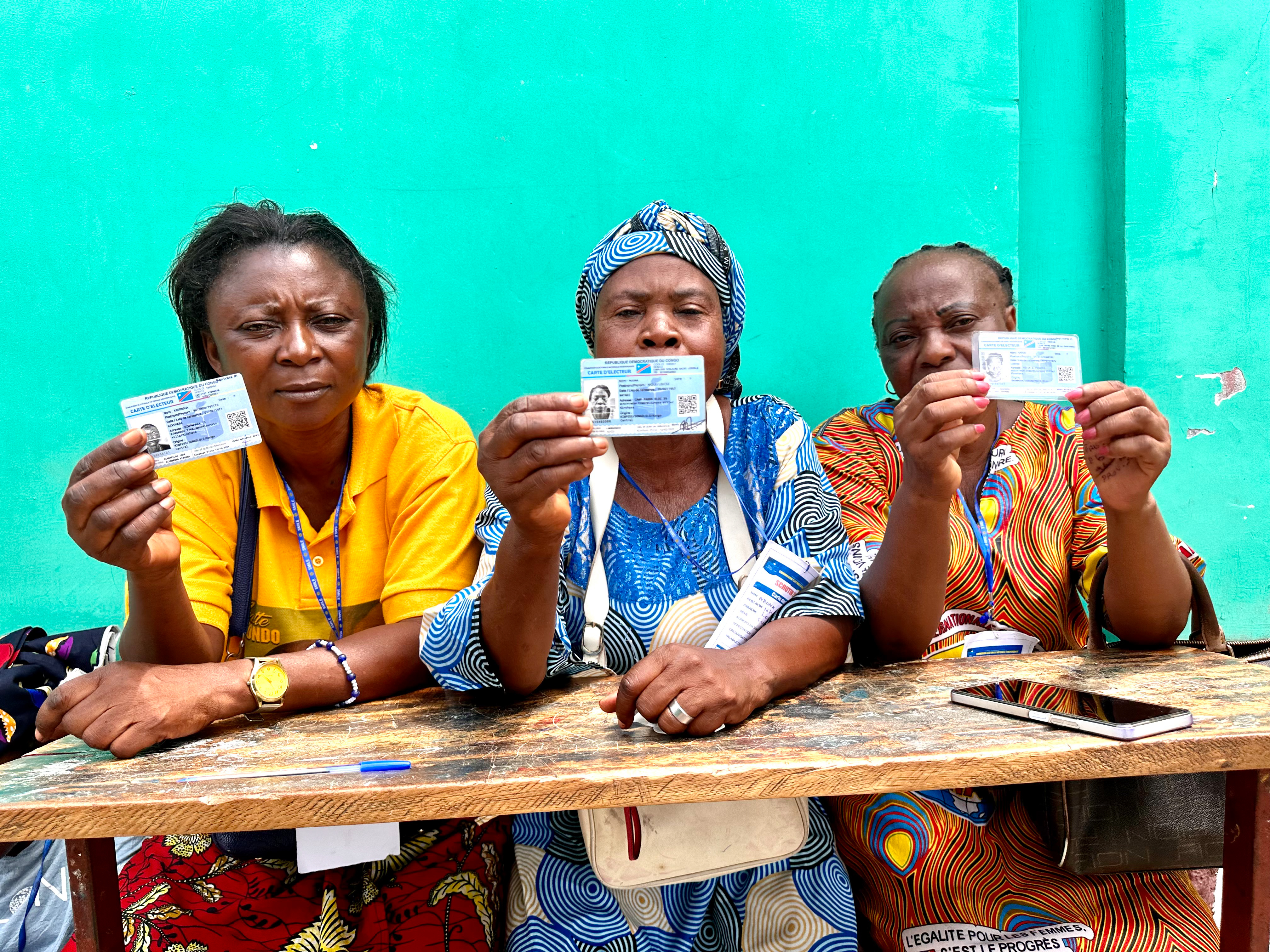
Trois femmes montrant leurs cartes d'électrices
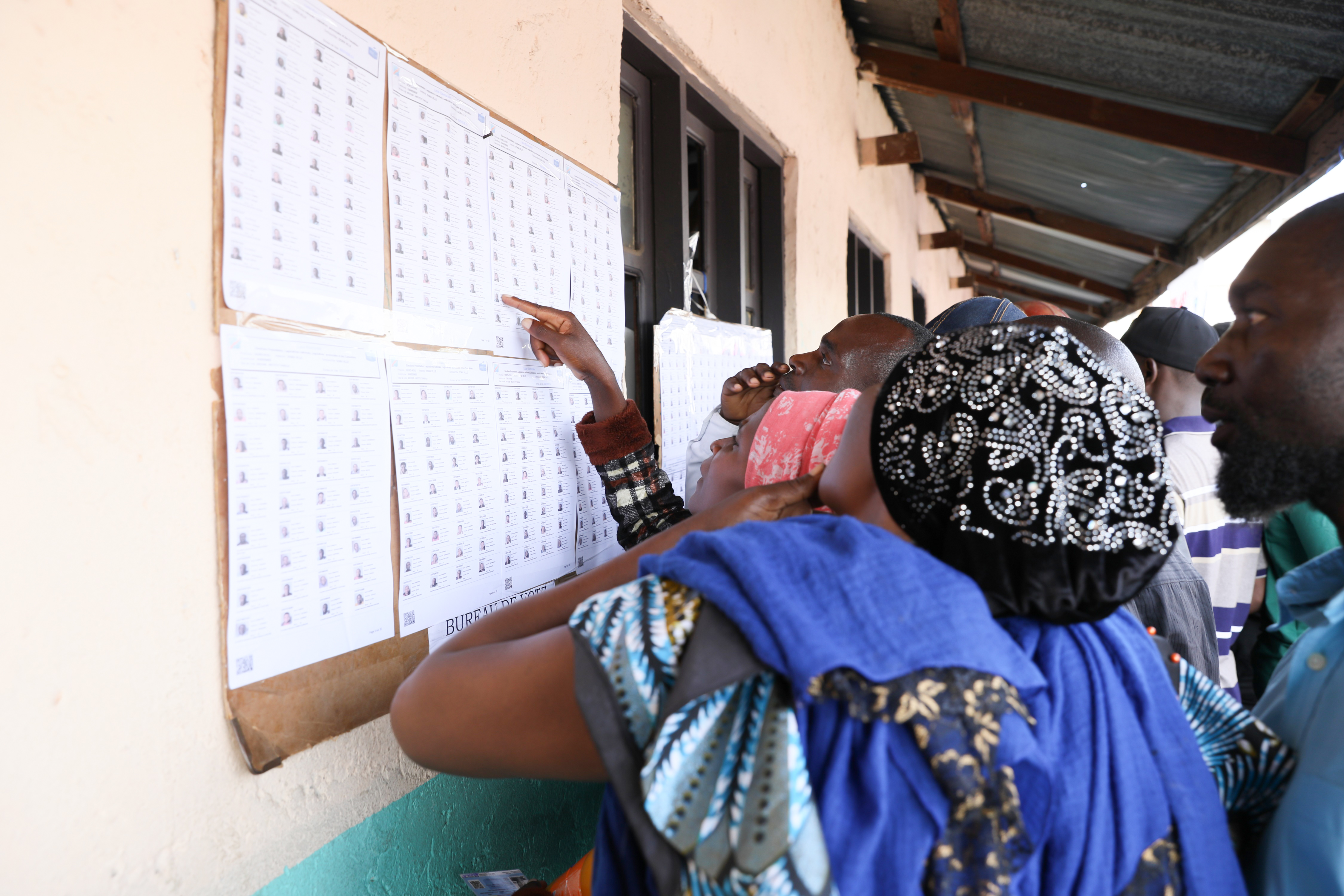
Des Congolais regardant les listes électorales à Goma (Nord-Kivu)
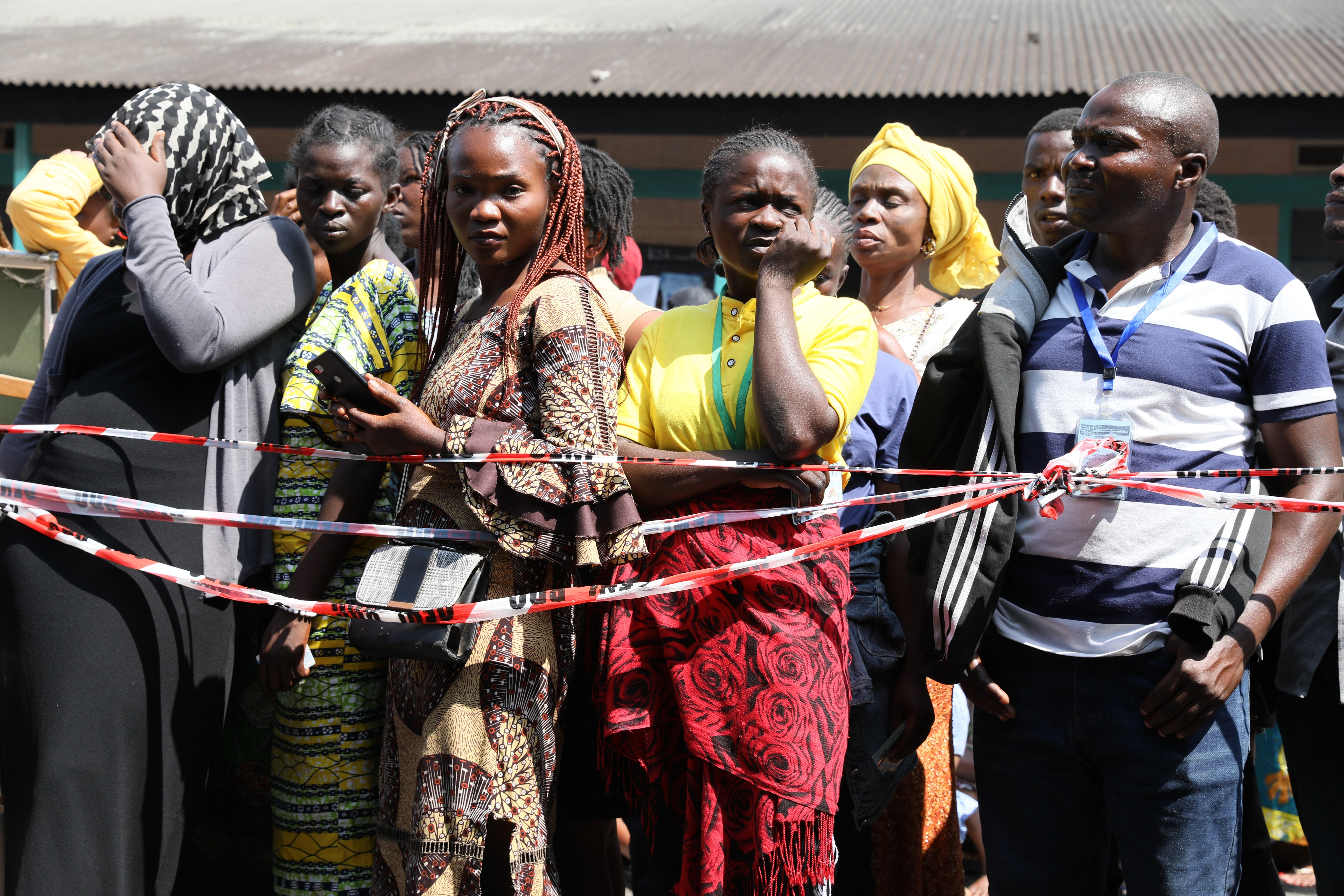
Des personnes font la queue pour voter à Goma
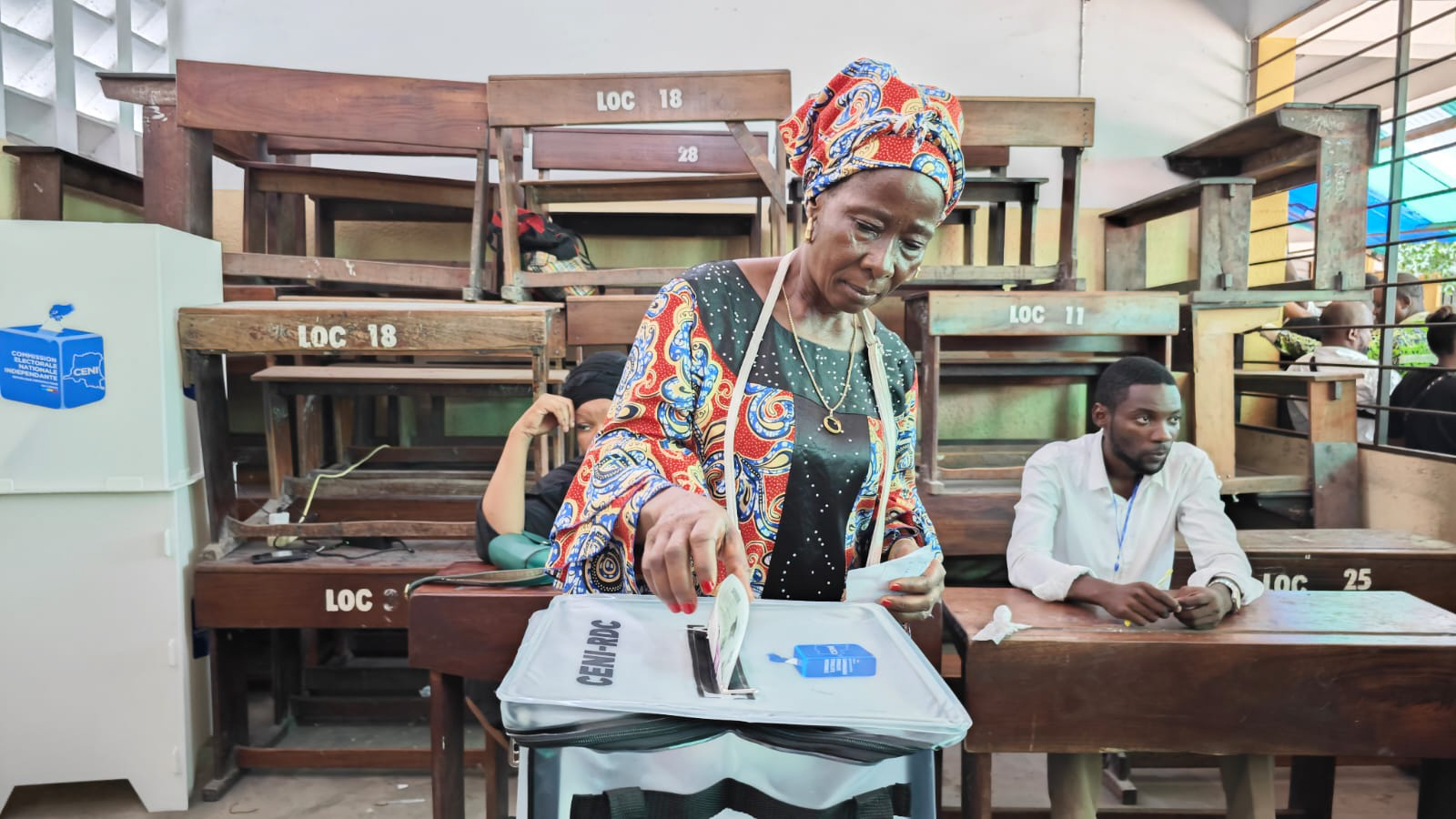
Une femme vote à Kinshasa
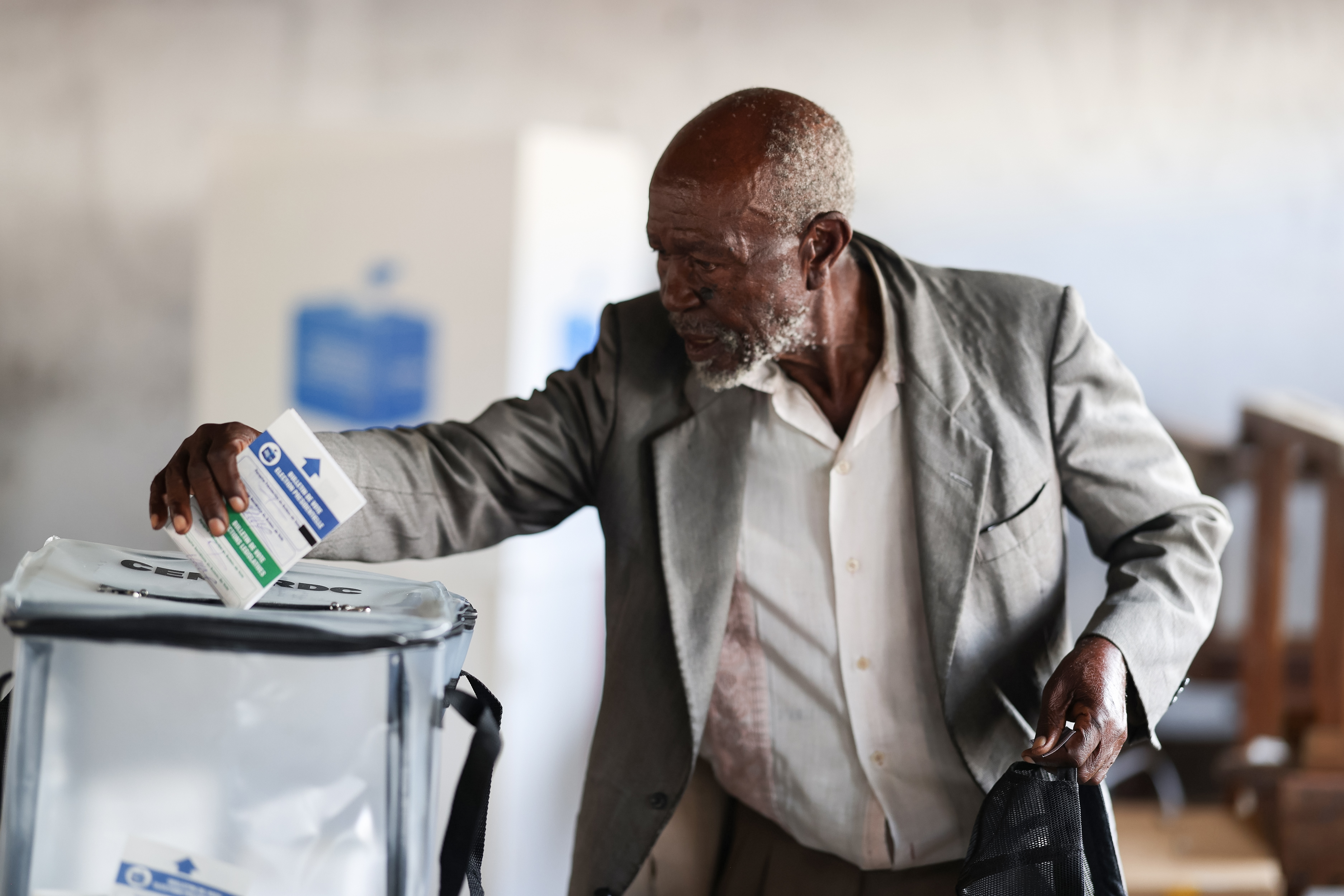
Un homme vote à Goma
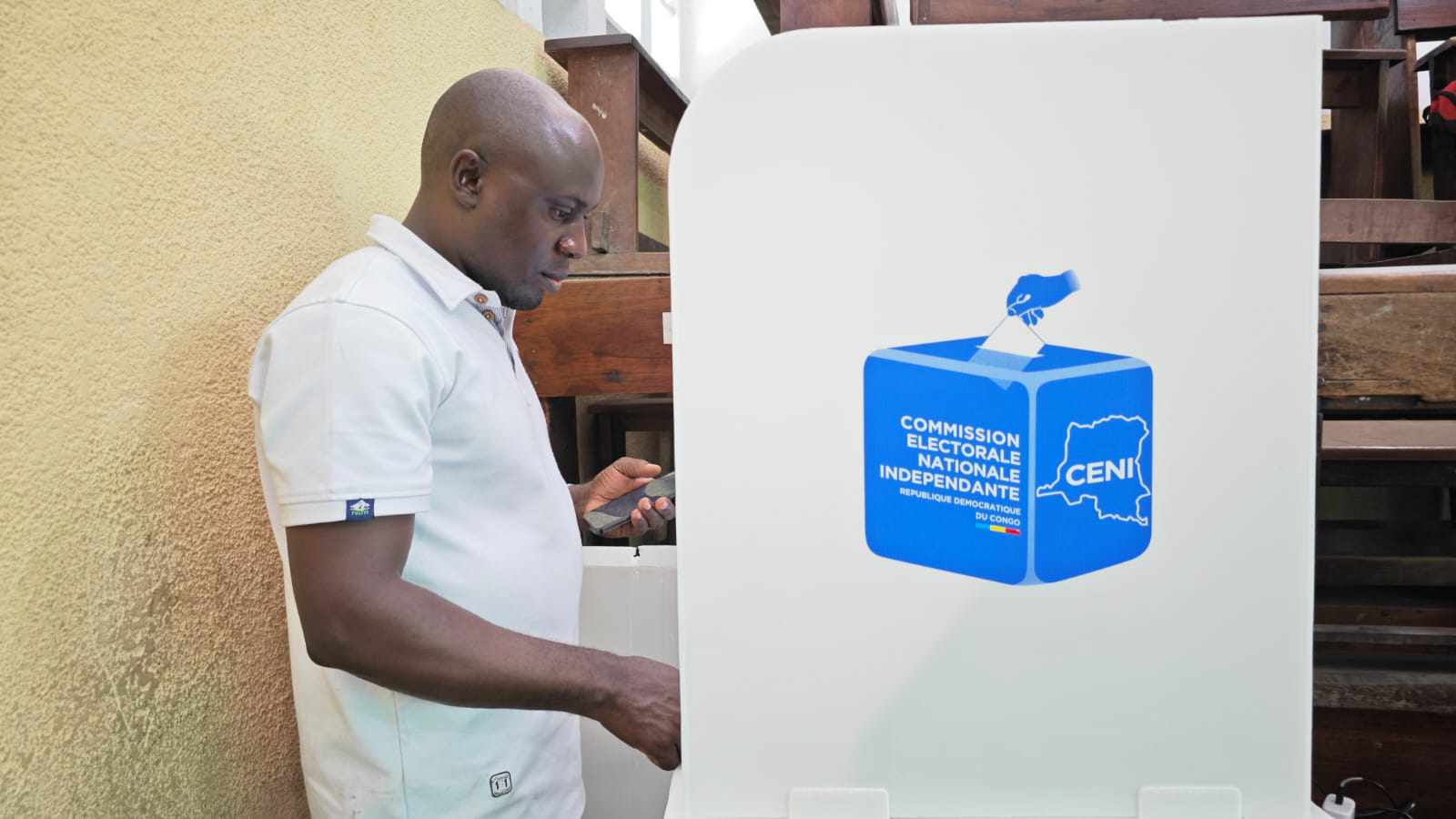
Station de vote de la Céni
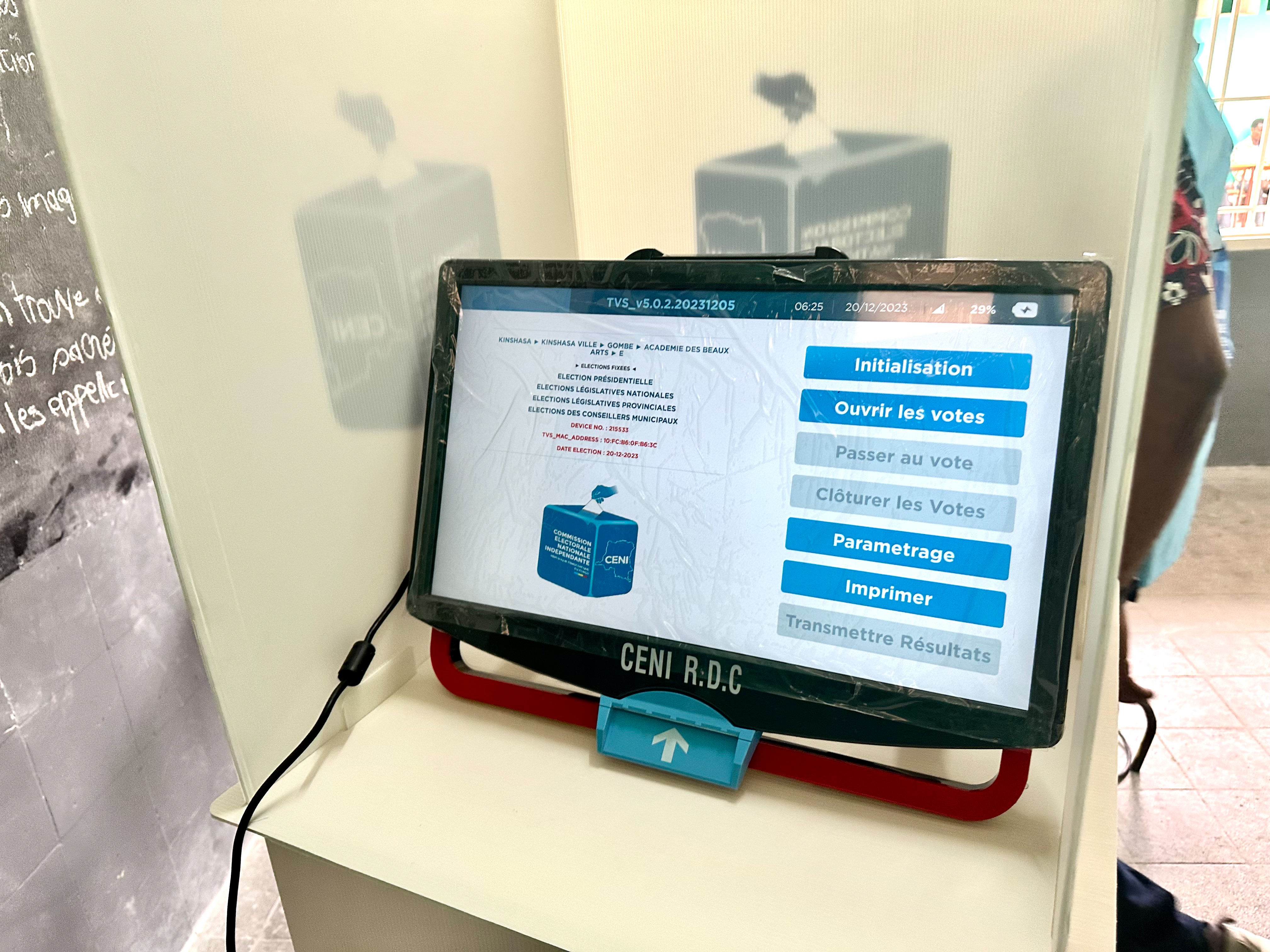
Écran d'une station de vote
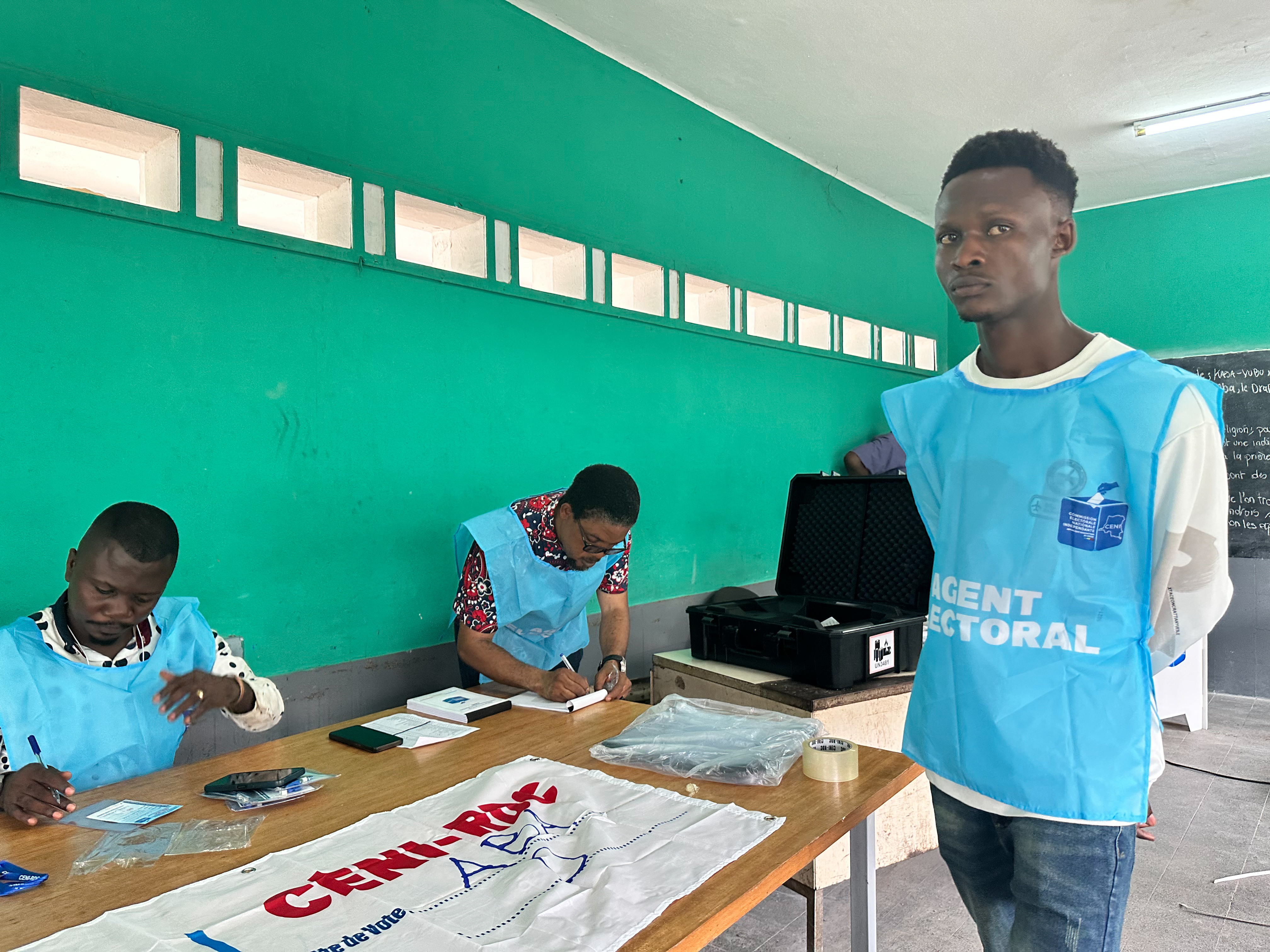
Des agents de la Céni pendant l'élection
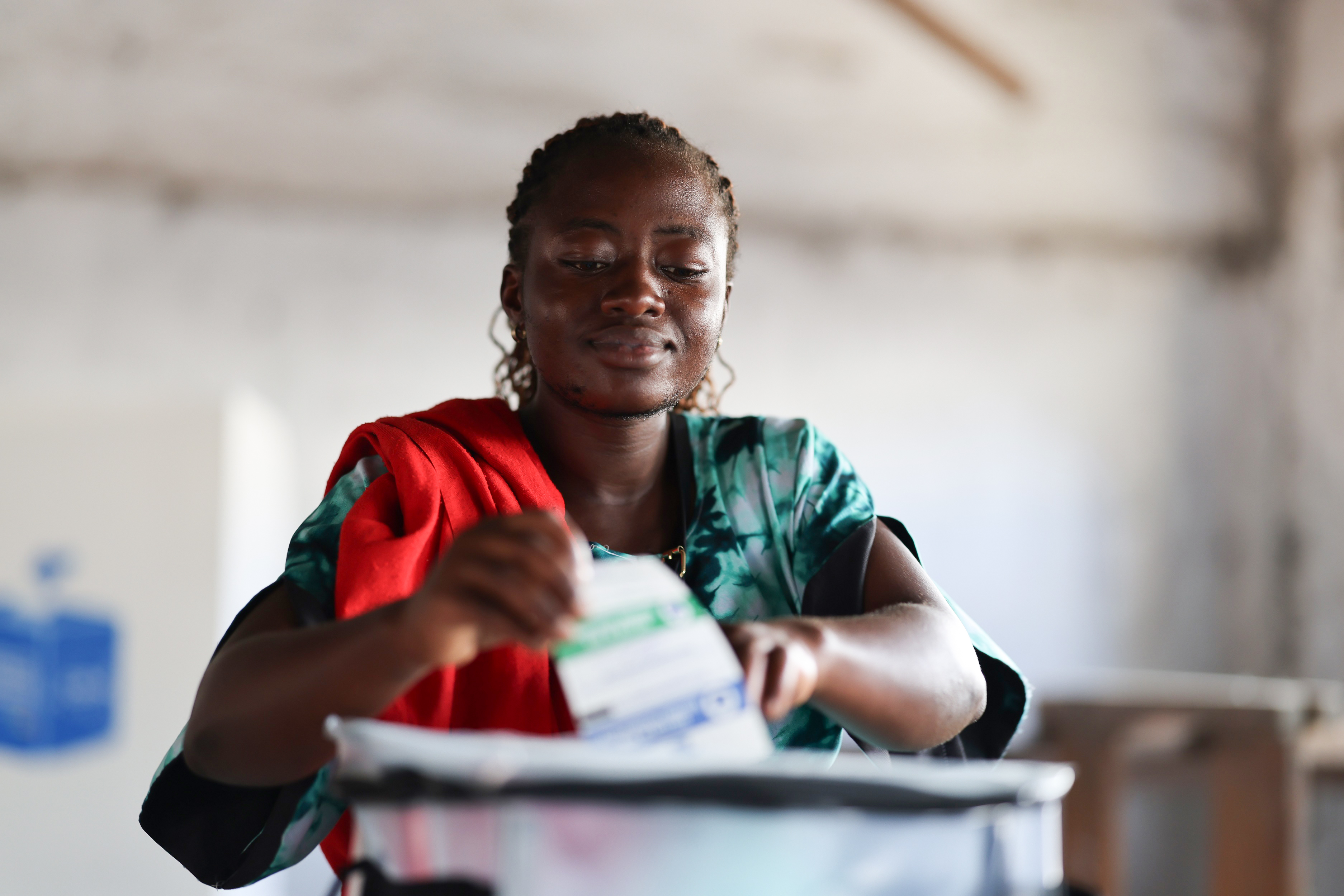
Une Congolaise votant dans un bureau de Goma (Nord-Kivu).

## Analyse

Candidat arrivé en tête par province.

Le scrutin connaît d'importants problèmes d'organisation qui retardent l'heure d'ouverture de la plupart des bureaux de vote, au point de forcer le gouvernement congolais à prolonger le vote jusqu'au 21 décembre dans les bureaux de vote concernés,. Selon certains observateurs, il se serait même poursuivi jusqu'au 27 décembre dans certaines localités. Le 24 décembre, l'archevêque de Kinshasa Fridolin Ambongo Besungu qualifie ainsi l'élection de « gigantesque désordre organisé ».

Candidat arrivé en tête par territoire.

Le 31 décembre 2023, la CENI publie des résultats provisoires portant sur le dépouillement de 85 % des bureaux de vote et donnant Félix Tshisekedi vainqueur avec 76 % des voix, pour un taux de participation de 43 %. L'annonce intervient après plusieurs jours de dépouillement indiquant des résultats similaires. La CENI déclare par conséquent « provisoirement » réélu le président sortant, dans l'attente des résultats définitifs,. 
Remerciant ses partisans à l'annonce des résultats, Félix Tshisekedi prononce un discours au balcon de son quartier général de campagne dans lequel il promet de faire de l’emploi, de l’interconnexion du pays, et surtout de la sécurité ses priorités pour les cinq prochaines années. La victoire du président sortant est notamment portée par ses très bons résultats dans l'Est du pays, au Nord Kivu, au Sud-Kivu et en Ituri.
Après traitement de deux recours déposés à partir du 2 janvier dont celui du candidat Théodore Ngoy, la Cour constitutionnelle les rejette le 9. Prenant en compte les irrégularités constatés dans deux circonscriptions, la Cour décide en effet d'en annuler les résultats, mais juge l'écart suffisamment important entre Félix Tshisekedi et les autres candidats pour que ces changements ne puisse remettre en doute l'issue du vote. La Cour annonce par conséquent les résultats définitifs et proclame Félix Tshisekedi réélu avec 73,47 % pour un taux de participation de 42,65 %. Sa prestation de serment intervient le 20 janvier suivant,.